# 大富館
大富館（おおとみやかた）は、岐阜県土岐市泉大島町にあった日本の城。

## 歴史
源国房が美濃国土岐郡大富の里に移住した時から、約270年間にわたり美濃源氏の拠点であった。
文治5年(1189年)、国房の四代子孫の光衡は、源頼朝より美濃国守護に任じられ、鎌倉幕府に仕えて土岐光衡と名乗り、後に神戸館に移り土岐氏の祖となった。
光衡の子の土岐光行は、土岐川の南に浅野館を建てて本拠地を移した。
元亨4年（1324年）、正中の変の前に後醍醐天皇の綸旨を携えた日野資朝が大富館を訪ねて来て、土岐頼貞に対して、夜をとおして鎌倉幕府打倒の密計を語り参戦を求めた。
延元元年（1336年）、室町幕府が成立すると、頼貞は美濃国守護に任じられ、大富館に住して、高田勅旨田(明世泉)の地頭も兼ね、上河合村に巨刹の定林寺を創建した。
暦応2年（1339年）、頼貞の子の土岐頼遠は、一日市場館から厚見郡の長森城へ土岐氏の本拠地を移して土岐郡を去った。
現在、大富館跡を示す石碑の位置は、館のあった場所の西北角にあり、館の敷地は300平米の正方形の広大な土地であった。館の跡は、字・伍所と、字・屋免田という地名である。
「美濃國土岐源氏發祥地　大富館跡」と刻まれた大きな石碑は、昭和時代前期に貴族院議員であった土岐章が揮毫した字を刻んだものである。
昭和31年(1956年)5月10日、土岐市教育委員会によって「土岐頼貞・頼遠の館跡（大富館跡）」として史跡に指定された。

## 遺構
現存していない

## 歴代城主
- 源国房：美濃源氏の祖。
- 源光国
- 源光信
- 源光基
- 土岐光衡
- 土岐頼貞

## 関連リンク
- No.2 美濃源氏「土岐氏」の史跡を訪ねる　土岐市観光協会